# Krommeröd
Krommeröd är en mindre ort i Tjörns kommun, Västra Götalands län. Krommeröd ligger på Hakenäset, strax söder om Höviksnäs, på nordöstra delen av ön. Namnet Krommeröd härstammar troligtvis från en vindlande (krom) bäck i närheten. Krommeröd är känt bl.a. från Arnold Martinsson i Krommeröd, som bodde i byn fram till slutet av 90-talet. Han var ett original som på 70-talet kom i konflikt med kommunen över sophämtningen och sedan förekom flitigt på lokalradion. 1986 gjordes också en dokumentärfilm om Arnold.